# U Sextantis
U Sextantis är en pulserande variabel av RR Lyrae-typ (RRAB) i stjärnbilden Sextanten.
Stjärnan har magnitud +14,409 och varierar med amplituden 1,04 magnituder med en period av 0,53402 dygn eller 12,816 timmar. RR Lyrae-stjärnornas period varierar mellan 0,2 och 1,2 dygn med ett medianvärde på 0,5 dygn. U Sextantis ligger sålunda strax över medianvärdet.